# Гієна смугаста
Гіє́на смуга́ста (Hyaena hyaena) — ссавець родини Гієнових. Смугаста гієна має доволі великий, хоча й розірваний ареал, що займає північну й східну Африку, Близький Схід, Аравійський півострів, Туреччину, Кавказ, Центральну Азію, Індію й Непал. На більшій частині зони поширення мешкає у посушливих чи напівпосушливих відкритих місцевостях чи місцинах, порослих негустими чагарниками. Уникає відкритих пустель (наприклад, центру Аравійської пустелі й Сахари, хоча може бути при малій щільності в центральній Сахарі). Уникає густих заростей і лісів, а також великих висот, однак, смугаста гієна була записана на 3300 м у Пакистані, 2700 м у марокканському Високому Атласі й принаймні до 2300 м в Ефіопському нагір'ї. Смугаста гієна іноді наближається до великих людських поселень (наприклад, в Ізраїлі та Алжирі). Смугасті гієни не бояться людей і можуть харчуватися поблизу людського житла. Молодих тварин навіть тримали як домашніх тварин у деяких областях.

## Опис
Довжина голови й тіла: 1036–1190 мм, довжина хвоста: 265–470 мм, висота в плечах: 600–942 мм, вага: 25–55 кг.
Самці й самиці приблизно однакового розміру. Загальне забарвлення від сірого до світло-коричневого, зі смугами на тілі й ногах, колір яких від темно-коричневого до чорного. Грива вздовж спини чіткіша, ніж в бурої гієни. Волосся гриви сягає до 200 мм у довжину, в той час як в іншій частині тіла близько 70 мм. Самиці мають дві або три пари молочних залоз.  Колір і видимість смугастості змінюється в залежності від довжини волосся. Таким чином, існують істотні відмінності між літнім і зимовим хутром. Влітку, картина смугастості, у зв'язку з коротким волоссям, чітко промальовується. Те ж саме вірно і для гієнових дитинчат. Фоновий колір шкури, як правило, від сірого до світло-коричневого. Особини ліванської популяції гієни, як кажуть, має червонуватий фоновий колір. Зубна формула:I 3/3, C 1/1, P 4/3, M 1/1 = 34. Молочні зуби: I 3/3, C 1/1, P 4/4.
Каріотип характеризується диплоїдним числом, 2n=40.

## Поведінка, життєвий цикл
Вимагає наявності прісної води в радіусі 10 км. Веде в основному сутінковий і нічний спосіб життя, відпочиваючи вдень у тимчасовому лігві, як правило, під навислими каменями. Діти вирощують в природних печерах, кам'янистих ущелинах, або ямах, виритих або збільшених батьками. При пошуку їжі смугасті гієни рухаються зигзагом зі швидкістю 2–4 км/год. Раціон залежить від сезону й області, але, здається, складається в основному з мертвих ссавців. Північніші підвиди полюють на овець, кіз, ослів і коней. Інша важлива їжа це дрібні хребетні, комахи та фрукти. Деяка їжа зберігається в густій рослинності для подальшого використання. Їжа часто приноситься до нори і в кінцевому підсумку може накопичитись велика кількість кісток. Смугасті гієни мешкають переважно поодинці в Східній Африці, але є ознаки більшої соціальної активності далі на північ, де тварини частіше живуть життям хижаків. Пара дорослих та їхнє потомство іноді харчуються разом, і сім'я може зберігатися протягом кількох років. Дорослі самиці нетерпимі одна до одної й домінують над самцями. Запахове маркування виділеннями анальних залоз є важливим засобом комунікації. Агресивність виявляється підняттям довгого волосся гриви та хвоста. Смугаста гієна має набагато менший вокальний репертуар ніж гієна плямиста, але гарчить, верещить й видає деякі інші звуки.

## Життєвий цикл
Самиці можуть народжувати о будь-якій порі року. Вагітність триває 88–92 днів. Дитинчат може бути 1–5, у середньому 2–4. Вони важать близько 700 грамів при народженні, відкривають очі на 5–9-й день, вперше приймати тверду їжу на 30-й день і ссуть молоко принаймні 4–5 місяців. Максимальна тривалість життя в неволі 23–24 роки.

## Загрози та охорона
Основні причини помітного зниження чисельності смугастих гієн включають переслідування (особливо отруєння), зменшення природних і пов'язаних з людиною джерел падла через зниження популяцій інших великих хижаків (вовків, гепардів, леопардів, левів, тигрів) і їх видобутку, а також зміни в технологіях тваринництва. Смугаста гієна присутня в численних охоронних районах по всьому ареалу.